# Omikron (písmeno)

Omikron — majuskulní i minuskulní varianta

Omikron (majuskulní podoba Ο, minuskulní podoba ο) je patnácté písmeno řecké abecedy. Jeho název (řecky psaný όμικρον) doslova znamená 'malé o'. V systému řeckých číslovek má hodnotu 70. V moderní řečtině je zápisem pro hlásku [ɔː] (zapsáno pomocí mezinárodní fonetické abecedy).
Na rozdíl od většiny ostatních písmen řecké abecedy se jako symbol prakticky nepoužívá, protože by bylo zaměňováno s písmenem 'o' z latinky či s nulou, kterým je podobné.
Název písmene použila Světová zdravotnická organizace od listopadu 2021 pro novou variantu B.1.1.529 koronaviru SARS-CoV-2.

## Reprezentace v počítači
V Unicode je podporováno jak 
- majuskulní omikron
  - U+039F GREEK CAPITAL LETTER OMICRON
- tak minuskulní omikron
  - U+03BF GREEK SMALL LETTER OMICRON

V HTML je možné je zapsat pomocí &#927; respektive &#959;, případně pomocí HTML entit
&Omicron; respektive &omicron;.